# Drabafelsen
Der Drabafelsen ist ein nur 0,389 Hektar großes zur Gemeinde Nittendorf gehörendes Naturschutzgebiet östlich von Etterzhausen an der Naab gelegen im Landkreis Regensburg, Bayern.
Das Gebiet wurde bereits 1905 erstmals unter Schutz gestellt.
Das Naturschutzgebiet weist Eibenbestände auf. Das Naturschutzgebiet gehört der Regensburgischen Botanischen Gesellschaft und darf nicht betreten werden.